# Mulheres no Azerbaijão

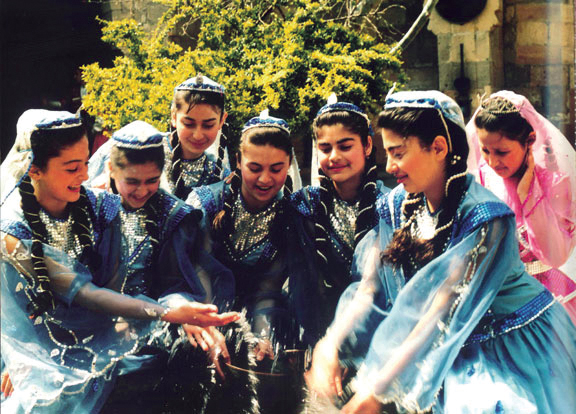
Garotas azeris.

Mulheres no Azerbaijão desfrutam nominalmente dos mesmos direitos legais que os homens. No entanto, a discriminação de gênero continua a ser um problema social. Normas sociais tradicionais e o atraso no desenvolvimento econômico nas regiões rurais do país continuam a restringir o papel das mulheres na economia, o que restringe muitas vezes o pleno exercício do direito das mulheres azeris.
O Índice de desigualdade de gênero, que mede a disparidade de gênero e foi introduzido pelo Programa das Nações Unidas para o Desenvolvimento (PNUD) através do Relatório de Desenvolvimento Humano (RDH) em 2010, classificou o Azerbaijão na 99ª posição entre os países com maior igualdade de gênero, com uma pontuação de 0,6546 pontos em 2012.
O sufrágio universal foi introduzido no Azerbaijão em 1918 pela República Democrática do Azerbaijão, tornando a sociedade azeri mais tolerante e fazendo das mulheres do país as primeiras mulheres muçulmanas a terem o direito de votar.

## Representação política
A partir de 2007, várias mulheres ocuparam cargos sêniores no governo, incluindo a vice-presidência do Parlamento, vários vice-ministros e a vice-presidência da Comissão Eleitoral Central. Não existem restrições legais sobre a participação das mulheres na política. A partir de 2015, havia 21 mulheres no 125 assentos do parlamento. A percentagem de mulheres membros do parlamento aumentou de 11% para 17% entre 2005 e 2015.
Em maio de 2009, as mulheres ocupavam os cargos de Vice-Presidente do Tribunal Constitucional, Vice-Presidente do Naquichevão, Presidente do Gabinete de Ministros, quatro vice-ministras, uma embaixadora, e Provedores de Justiça do Azerbaijão e Naquichevão. As mulheres constituíam 4 dos 16 membros da Comissão Eleitoral Central e presidiam 3 das 125 comissões eleitorais de distrito. Não havia mulheres ministras ou chefes de governos executivos das cidades, com exceção de  Maleyka Abbaszadeh, que é Presidente da Comissão de Admissão de Estudantes do Estado. O Comitê de Estado para Assuntos da Família, Mulheres e Crianças da República do Azerbaijão é a agência governamental principal com vista para as atividades em defesa dos direitos das mulheres no país. Em 2015, Natavan Gadimova foi nomeada Ministra da Cultura do Naquichevão. A partir de 2016, 11% dos juízes profissionais do país eram mulheres, que é a proporção mais baixa na Europa.
Durante a fase ativa da Guerra de Nagorno-Karabakh, 2.000 dos 74.000 militares do Azerbaijão eram mulheres e 600 delas tomaram parte diretamente das operações militares. O serviço militar para as mulheres é voluntário. Atualmente, existem cerca de 1.000 mulheres que servem no exército do Azerbaijão.